# ويليام أندرو
ويليام أندرو (بالإنجليزية: William Andrew)‏ (22 مارس 1869 - 30 مارس 1911) هو لاعب كريكت بريطاني (وحمل سابقاً جنسية المملكة المتحدة لبريطانيا العظمى وأيرلندا). لعب مع نادي مقاطعة هامبشاير للكريكت ‏.

## وصلات خارجية
- ويليام أندرو على موقع إي آس بي آن كريك إنفو (الإنجليزية)